# ランス・デイヴィッズ
ランス・デイヴィッズ（Lance Davids, 1985年4月11日 - ）は、南アフリカ共和国・ケープタウン出身の元サッカー選手。現役時代のポジションはミッドフィールダー。

## 経歴

### クラブ
TSV1860ミュンヘンにユースから4年間在籍。ユールゴーデンIF、スーパースポート・ユナイテッドFC、アヤックス・ケープタウンFC、リールセSKでプレーした。

### 代表
南アフリカ共和国代表として、2004年にデビューを果たした。

## 所属クラブ
- TSV1860ミュンヘン 2004-2005
- ユールゴーデンIF 2006-2008
- スーパースポート・ユナイテッドFC 2009
- アヤックス・ケープタウンFC 2009-2010
- リールセSK 2010-2013
- アヤックス・ケープタウンFC 2013-2015

## 代表歴

### 出場大会
- 南アフリカ代表
  - 2010 FIFAワールドカップ

### 試合数
- 国際Aマッチ 23試合 0得点（2004年-2010年）[1]

| 南アフリカ代表 | 国際Aマッチ | 国際Aマッチ |
| 年             | 出場        | 得点        |
| -------------- | ----------- | ----------- |
| 2004           | 2           | 0           |
| 2005           | 1           | 0           |
| 2006           | 0           | 0           |
| 2007           | 1           | 0           |
| 2008           | 9           | 0           |
| 2009           | 4           | 0           |
| 2010           | 6           | 0           |
| 通算           | 23          | 0           |